# Leedewijk-Noord
Leedewijk-Noord is een woonbuurt in de Nederlandse stad Leiden, die deel uitmaakt van wijk Merenwijk.